# Afrosoricida
Afrosoricida (một tên phức hợp Latinh-Hy Lạp có nghĩa là "trông giống chuột chù châu Phi"), hay Tenrecoidea, là một bộ động vật hàm chứa các loài chuột chũi vàng Nam Phi và các con Tenrec của Madagascar và ở Châu Phi. Hai họ động vật có vú nhỏ này theo truyền thống được xem là một phần của bộ Insectivora (bộ ăn côn trùng), một taxon tổng hợp, và sau đó được đưa vào Lipotyphla sau khi Insectivora bị loại ra, trước khi Lipotyphla cũng được tìm thấy là polyphyletic. Một số nhà sinh vật học sử dụng thuật ngữ Tenrecomorpha, nhưng Gary Bronner và Paulina Jenkins cho rằng tên gọi Afrosoricida là thích hợp hơn, mặc dù họ có những quan ngại về sự tương đồng giữa tên "Afrosoricida" và phân loài Afrosorex không liên quan.

## Phân loại
Theo truyền thống, hai họ này được nhóm lại với những con nhím, chuột chũi và chuột chũi vàng trong Lipotyphla. Tuy nhiên, luôn có những ý kiến thiểu số gợi ý rằng Tenrecomorpha, hoặc ít nhất là các con chuột chũi vàng, không phải là những lipotyphlans thật sự. Những ý kiến này hiện đang được hỗ trợ bởi nhiều nghiên cứu di truyền cho thấy mối liên quan giữa Tenrecomorpha và các loài động vật có vú khác ở Châu Phi là Afrotheria; Tuy nhiên không có bằng chứng hình thái mạnh mẽ nào liên kết Afrosoricida cùng với những họ hàng afrotherian khác. Afrosoricids đôi khi được coi là một phần của Afroinsectiphiphilia, một Lớp (clade) trong Afrotheria.
Theo quy định, Tenrec có xu hướng là những con vật nhỏ có chiều dài từ 4 cm đến 39 cm. Không có loại cơ thể rõ rệt vì chúng đã tiến hoá để chiếm giữ vị trí thích ăn côn trùng ở Madagascar. Tuy nhiên, căn cứ vào vị trí thích hợp, chúng trông giống như chuột chũi, nhím gai hoặc rái cá. Bộ lông của chúng có thể khác nhau từ mịn đến gai và màu lông của lông thường có màu nâu bẩn. Hầu hết các loài cũng là loài ăn đêm và có thị lực kém. Tuy nhiên, râu của chúng là khá nhạy cảm và có thể phát hiện sự rung động rất nhỏ trong mặt đất để xác định vị trí con mồi của chúng.